# Տ

Տとտ

筆記体

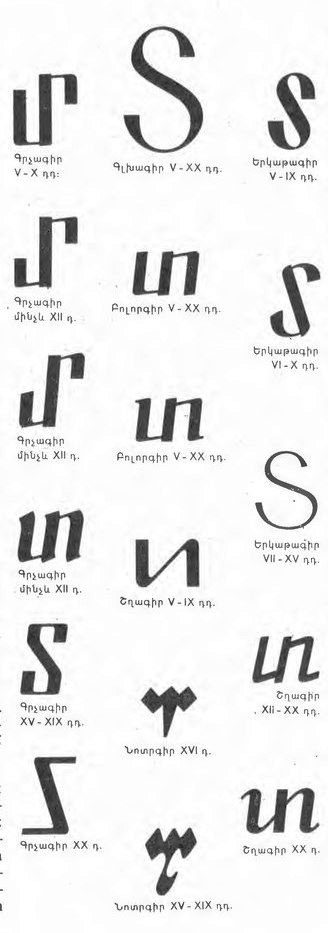
Տとտの様々な書体

Տ, տ（アルメニア語: տյունまたはտիւն、発音は東アルメニア語でtyun、西アルメニア語でdün）は、アルメニア文字の31番目の文字である。405年ごろにメスロプ・マシュトツによって作成されたと見られる。

## 使用
古典アルメニア語と東アルメニア語では無声歯茎破裂音[t]を表す。西アルメニア語では有声歯茎破裂音[d]を表す。ラテン文字化する時は「T」と記す。記数法では4000を表す。

## 書体

## 符号位置
| 文字 | Unicode | JIS X 0213 | 文字参照        | 備考 |
| ---- | ------- | ---------- | --------------- | ---- |
| Տ    | U+054F  | -          | &#x54F; &#1359; |      |
| տ    | U+057F  | -          | &#x57F; &#1407; |      |